# Karim Ibrahim El-Sayed
Karim Ibrahim El-Sayed Ibrahim (in arabo كريم إبراهيم السيد إبراهيم‎?; 3 febbraio 1986) è un lottatore egiziano, specializzato nella lotta greco-romana.
Durante la sua carriera ha vinto la medaglia d'oro ai IX Giochi panafricani di Algeri 2007 e quattro titoli continentali ai campionati africani.

## Palmarès
| Anno | Manifestazione      | Sede       | Evento | Risultato | Note |
| ---- | ------------------- | ---------- | ------ | --------- | ---- |
| 2004 | Campionati africani | Il Cairo   | 55 kg  | Oro       |      |
| 2005 | Campionati africani | Casablanca | 55 kg  | Oro       |      |
| 2005 | Mondiali junior     | Vilnius    | 55 kg  | 9º        |      |
| 2006 | Campionati africani | Pretoria   | 55 kg  | Oro       |      |
| 2006 | Mondiali            | Canton     | 55 kg  | 27º       |      |
| 2007 | Campionati africani | Il Cairo   | 55 kg  | Oro       |      |
| 2007 | Giochi panafricani  | Algeri     | 55 kg  | Oro       |      |
| 2012 | Campionati arabi    | Il Cairo   | 60 kg  | Argento   |      |